# Bitwa pod Tiffauges
Bitwa pod Torfou-Tiffauges – starcie zbrojne, które miało miejsce 19 września 1793 roku podczas francuskiej wojny domowej w Wandei. W bitwie tej przeciwko wojskom republikańskim pod wodzą  Jean-Baptiste’a Klébera i Canclaux'a stanęli liczni dowódcy strony rojalistycznej.

## Przebieg bitwy
Wojska republikańskie Klébera po upadku Mainz zostały wzmocnione siłami Armii Mogunckiej (Armée de Mayence) (liczącej 15 tys. żołnierzy), która została wydzielona z Armii Renu. W dniu 18 września Charette ponownie zgrupował oddziały Wielkiej Armii Katolickiej i Królewskiej pod Torfou, na północnych obrzeżach Tiffauges.
Następnego dnia, o godzinie 9:00 rano, doszło do pierwszej wymiany ognia między siłami republikańskimi a rojalistami. Kléber rozmieścił po jednym batalionie z prawej i z lewej strony Torfou, dążąc do okrążenia miasteczka. Zmierzające w ich kierunku oddziały wandejskie pod wodzą Charette'a zostały wykryte, ostrzelane i zmuszone do wycofania się. Jednak kobiety, przebywające na tyłach armii rojalistów, zatrzymywały cofających się żołnierzy. Przekonywały ich do przegrupowania się oraz dalszej walki na płaskowyżu, do którego zbliżały się siły republikańskie.
François Henri d’Elbée włączył do walki swoje oddziały, a Bonchamps próbował rozbić lewe skrzydło Republikanów. Kléber, otoczony z trzech stron przez oddziały rojalistów, ściągnął do pomocy cztery armaty. Zanim zdał sobie sprawę z rozpadu środkowej części swojej armii, został postrzelony w ramię.

## Skutki
Rojaliści postanowili skorzystać z osiągniętego pod Torfou-Tiffauges zwycięstwa, ruszając w pogoń za pokonanym przeciwnikiem. W trakcie pościgu uderzyli na Montaigu, gdzie uległ im generał Beysser. W dniu 2 września przywódcy strony rojalistycznej postanowili wesprzeć Bonchampsa w natarciu na siły Klébera. 
Jednak Charette i Lescure woleli udać się do Saint-Fulgent, gdzie przebywały oddziały republikańskie i tak też uczynili. Wykazane przez nich nieposłuszeństwo dało natychmiastowe konsekwencje – po powrocie do Montaigu Charette dowiedział się, że armia Klébera zdążyła uciec. Wobec tego zgrupował swoje wojska i zawrócił do Legé.